# 김상우 (정치인)
김상우(金翔宇, 1954년 10월 14일 ~ )는 대한민국의 정치인이다. 제15대 국회의원을 지냈다. 공군참모총장을 지냈던 김두만의 아들이다.

## 생애
서울의 경복초등학교, 성남중학교와 배재고등학교를 졸업하였다. 경희대학교 정치외교학과와 영국 케임브리지대학 정치학 박사를 거쳐 1992년 김대중 대통령후보의 외교특보로 정계에 발을 들인다. 1996년 15대 총선에서 새정치국민회의 소속으로 광진구 갑 선거구에 출마해 신한국당의 김영춘을 꺾고 금배지를 달았으며, 이후 국제안보대사(2000년)와 노무현 대통령후보 외신대변인(2002년)을 맡는다.
그 뒤 민주당 광진갑 지구당위원장, 사단법인 EACOS 사무총장을 거쳐 2003년 11월 배순훈 등과 함께 '동아시아 공동체 포럼(EACOS Forum)'을 주관하기도 했다.
2004년 17대 총선을 앞두고 15대 총선에서 자신에게 패했으며 한나라당을 탈당한 경력이 있는 강수림을 공천하려고 하는 새천년민주당의 수뇌부에 반발해 총선 불출마 및 민주당 탈당을 선언했고
, 2005년부터 2008년까지 대한올림픽위원회 총무를 지냈다.

## 학력
- 경복국민학교 졸업
- 성남중학교 졸업
- 배재고등학교 졸업
- 경희대학교 정치외교학과
- 케임브리지 대학교 정치학 박사

## 가족 관계
- 외증조부: 윤영렬(대한제국 육군 참장)
- 외종조부: 윤치영(전 민주공화당 국회의원, 서울특별시장)
- 부: 김두만(전 공군참모총장)
- 모: 허현자
- 누나: 김봉원
- 여동생: 김향원
- 동생: 김태호
- 장인: 최영희(전 유신정우회 국회의원)

## 에피소드
- 그는 한국대사관 참사관으로 부임한 아버지를 따라 미국에서 거주하던 초등학생 시절부터 재즈 매니아였다고 한다[출처 필요]. 국회의원이 된 후에는 신촌의 재즈바에서 재즈 피아니스트 신관웅, 재즈싱어 윤희정 등과 함께 콘서트를 개최했고, 이 수익금을 조선족 후원기금으로 썼다고 한다.[출처 필요]

## 기타
가수 구창모는 그의 배재고등학교 동창생이었다.

## 같이 보기
- 정치학
- 새정치국민회의
- 새천년민주당
- 국민의 정부
- 김두만
- 김병기
- 최영희
- 윤치영
- 윤인구
- 윤치호
- 김대중
- 광진구 갑
- 서울 광진구의 국회의원

## 역대 선거 결과
|  | 29.59% |

|  | 41.40% |